# Cochranella puyoensis
Cochranella puyoensis är en groddjursart som först beskrevs av Flores och Roy McDiarmid 1989.  Cochranella puyoensis ingår i släktet Cochranella och familjen glasgrodor. Inga underarter finns listade i Catalogue of Life.